# Kizito Bahujimihigo
Monseigneur Kizito Bahujimihigo, né le 5 décembre 1954 à Rwamagana, est l'évêque du diocèse de Kibungo au Rwanda, depuis sa nomination par Benoît XVI le 28 août 2007, jusqu'à sa résignation le 29 janvier 2010.

## Biographie
Formé au petit séminaire de Kibungo à Zaza, puis aux grands séminaires de Rutongo, la philosophie à Kabgayi et la théologie à Nyakibanda. 
- Ordonné prêtre le 25 juillet 1980
- Professeur au petit séminaire de Zaza (1980- 1983)
- Études à l'Athénée pontifical Antonianum (Rome, 1983-1987), jusqu'à un doctorat en psychologie et en pédagogie.
- Professeur au séminaire propédeutique de Rutongo (1987- 1990)
- Professeur au grand séminaire philosophique de Kabgayi (1990- 1991)
- Recteur du petit séminaire de Zaza, (1992-1994)
- Recteur du petit séminaire interdiocésain de Ndera à Kigali (1995- 1996)
- Directeur spirituel du séminaire de propédeutique (1996- 1997)
- Professeur et directeur spirituel au grand séminaire de Nyakibanda.
- Nommé évêque du diocèse de Ruhengeri le 21 novembre 1997, il a été ordonné le 27 juin 1998 par Mgr Thaddée Ntihinyurwa, archevêque de Kigali, avec pour co-consécrateurs Mgr Frédéric Rubwejanga, évêque de Kibungo et Mgr Servilien Nzakamwita, évêque de Byumba.

En 1999 Mgr Bahujimihigo a fait parler de lui en intervenant pour prendre la défense des missionnaires accusés de complicité dans le génocide de 1994. Le défi de l'église du Rwanda est encore la réconciliation entre les diverses composantes du pays.
Le 29 janvier 2010, il a démissionné de sa fonction d'évêque, sans aucune précision de la part du Vatican sinon que : Le Saint-Père a accepté la renonciation à la charge pastorale du diocèse de Kibungo (Rwanda), présentée par Mgr Kizito Bahujimihigo en conformité avec le canon 401,2 du CIC.